# Pratt & Whitney TF30
El Pratt & Whitney TF30 (designación de la compañía: JTF10A) fue un motor aeronáutico turbofán de bajo índice de derivación originalmente diseñado por Pratt & Whitney para el portamisiles subsónico F6D Missileer, pero ese proyecto fue cancelado. Posteriormente fue adaptado con un postquemador para diseños supersónicos, convirtiéndose de esa forma en el primer turbofán con postcombustión de la historia, y se usó para propulsar los aviones F-111 y F-14A Tomcat, así como las primeras versiones del A-7 Corsair II sin postquemador. El primer vuelo del TF30 fue en 1964 y su producción continuó hasta 1986.

## Aplicaciones
- Dassault Mirage F2
- Dassault Mirage G2
- General Dynamics F-111
- General Dynamics F-111C
- General Dynamics/Grumman EF-111A Raven
- General Dynamics/Grumman F-111B
- Grumman F-14 Tomcat
- LTV A-7A/B/C Corsair II